# Амавіда
Амавіда (ісп. Amavida) — муніципалітет в Іспанії, у складі автономної спільноти Кастилія-і-Леон, у провінції Авіла. Населення — 177 осіб (2010).
Муніципалітет розташований на відстані близько 120 км на захід від Мадрида, 32 км на захід від Авіли.
На території муніципалітету розташовані такі населені пункти: (дані про населення за 2010 рік)
- Амавіда: 122 особи
- Паскуаль-Муньйос: 55 осіб

## Демографія
Динаміка населення (INE ):